# Zoltán Tildy
Zoltán Tildy (Losonc, 18 de novembro de 1889 – Budapeste, 3 de agosto de 1961), foi um líder influente da Hungria, que serviu como primeiro-ministro de 1945 a 1946 e presidente de 1946 a 1948 no período pós-guerra, antes da tomada do poder pelos comunistas apoiados pelos soviéticos.

## Biografia

### Juventude e família
Zoltán Tildy nasceu em Losonc (Lučenec, atual Eslováquia), no Império Austro-Húngaro, na família de um funcionário húngaro do governo local. Formou-se em teologia pela Academia Teológica Reformada de Pápa, tendo posteriormente passado um ano estudando no Assembly's College, em Belfast, na Irlanda.  Tildy serviu como ministro ativo da Igreja Reformada a partir de 1921 e editou o jornal diário da Igreja Reformada na Hungria, o Keresztény Család (Família Cristã), bem como outros periódicos.  Em 1929, Tildy filiou-se ao Partido Independente dos Pequenos Agricultores (FKgP) com outras figuras políticas húngaras de destaque, incluindo Ferenc Nagy. Logo depois, tornou-se vice-presidente executivo da organização. 
Casou-se com Erzsébet Gyenis (1896–1985) em 1916 e teve três filhos: Zoltán Tildy, Jr. (1917–1994), Erzsébet Tildy (1918–2012) e László Tildy (1921–1983). 

### Carreira política e vida posterior

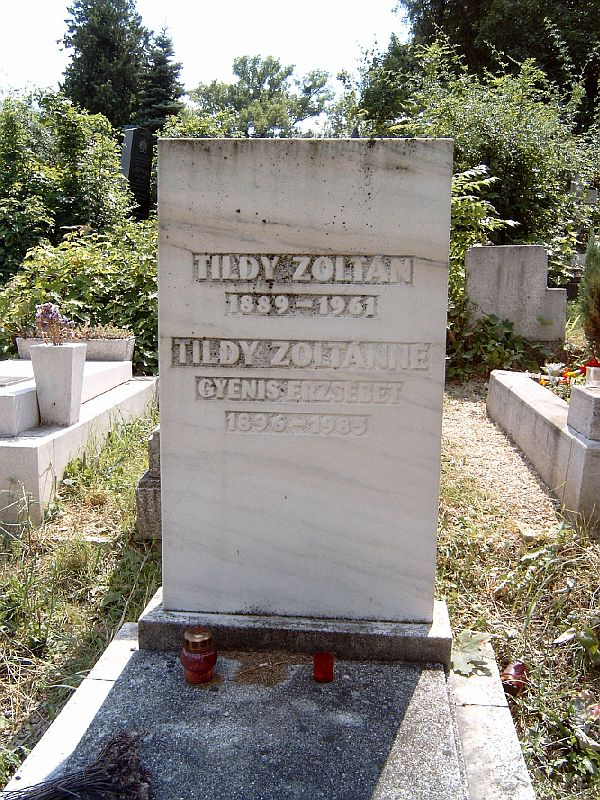
Túmulo de Zoltán Tildy e sua esposa, Erzsébet Gyenis em Budapeste

Tildy foi eleito para o parlamento húngaro em 1933, sendo reeleito em 1936 e 1939. Ele pressionou o governo de Horthy a se retirar da Segunda Guerra Mundial. Após a ocupação da Hungria pelos alemães, Tildy foi forçado a se esconder. Quando os soviéticos ocuparam a Hungria e expulsaram os alemães, Tildy tornou-se líder do FKgP e foi nomeado primeiro-ministro da Hungria, servindo de 15 de novembro de 1945 a 1º de fevereiro de 1946, quando foi eleito presidente da Hungria.  Tildy foi membro ex officio do Alto Conselho Nacional de 7 de dezembro de 1945 a 2 de fevereiro de 1946. 
Servindo como o primeiro Presidente da República da Hungria quando foi forçado a renunciar em julho de 1948 após alegações de que seu genro havia sido preso por corrupção e adultério, Tildy foi mantido em prisão domiciliar em Budapeste até 1º de maio de 1956.  Ele foi nomeado para o cargo de ministro de Estado no governo de coalizão durante a Revolução Húngara de 1956 e acabou sendo preso pelas forças soviéticas depois que a revolução foi esmagada pela intervenção do Pacto de Varsóvia. Em 15 de junho de 1958, Tildy foi condenado pela Suprema Corte a seis anos de prisão, no julgamento de Imre Nagy e associados.  No entanto, ele foi libertado sob uma anistia individual em abril de 1959, em vista de sua idade avançada (na verdade devido a uma doença).  Ele então viveu em completo retiro até morrer em Budapeste em 3 de agosto de 1961. 